# Beltrami (Minnesota)
Pour les articles homonymes, voir Beltrami.
Beltrami est une ville américaine située dans le Comté de Polk, dans le Minnesota. Selon le recensement de 2010, sa population est de 107 habitants.

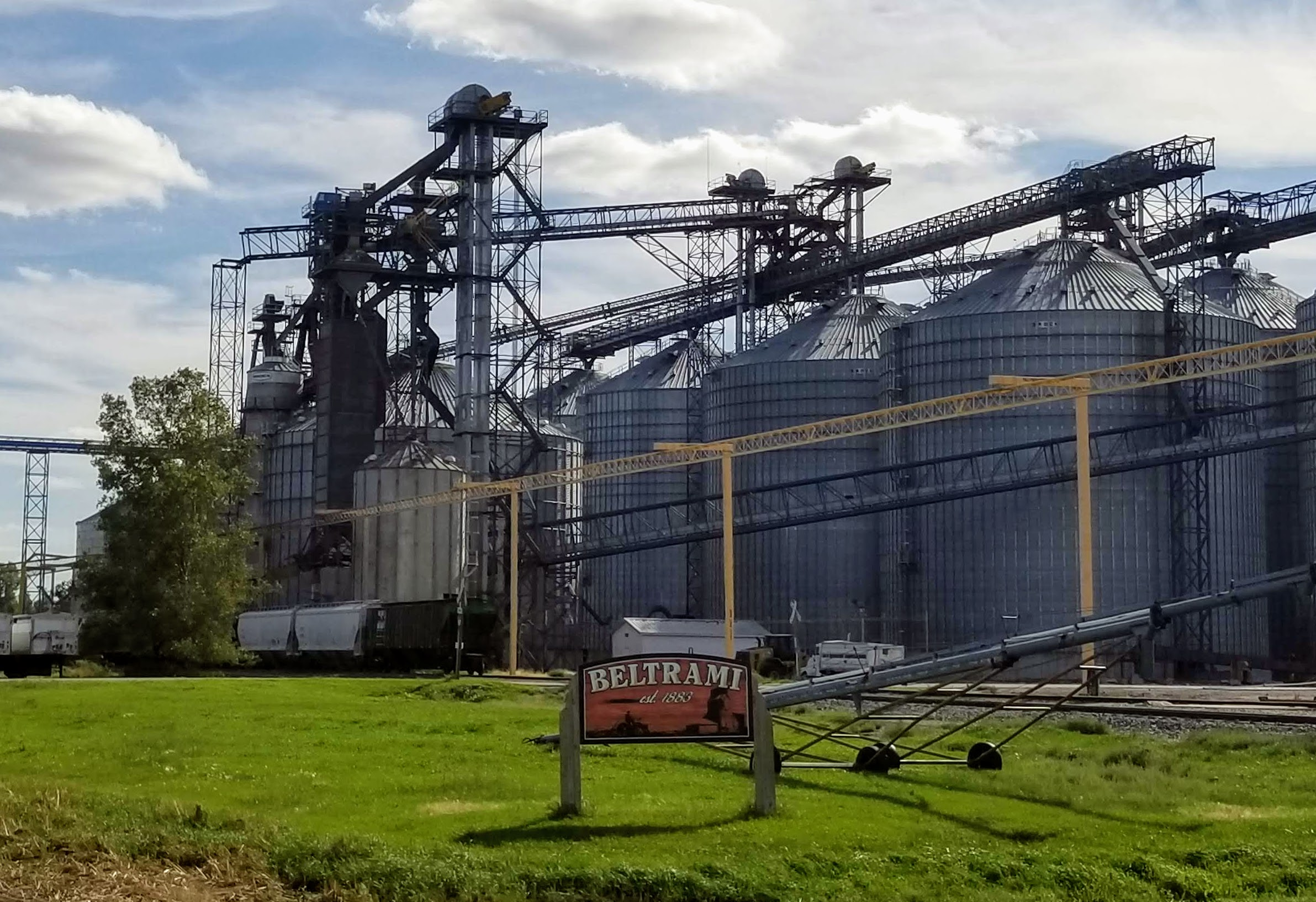
Panneau de bienvenue à Beltrami.